# Хуан де ла Серда (1327—1357)
Хуан де ла Серда (исп. Juan de la Cerda; 1327—1357, Севилья) — испанский дворянин из дома Ла Серда,сеньор де Пуэрто-де-Санта-Мария и де Хибралеон, главный альгвасил Севильи. Потомок короля Кастилии Альфонсо X.

## Биография
Родился в 1327 году в Севилье. Сын Луиса де ла Серды (1291—1348), графа Клермона и Тальмона, и его жены Леонор Альфонсо де Гусман, сеньоры де Уэльва и Пуэрто-де-Санта-Мария. Внук по отцовской линии Альфонсо де ла Серда, Лишенного наследства (1270—1333), правнук Фернандо де ла Серда и Бланки Французской, дочери короля Франции Людовика IX и Маргариты Прованской. Его дедушкой и бабушкой по материнской линии были Гусман эль Буэно и Мария Альфонсо Коронель.
В 1343 году он сражался вместе с королем Альфонсо XI при осаде Альхесираса. Он не участвовал в кортесах в Вальядолиде в 1351 году, потому что был против привилегий, которыми пользовался Хуан Альфонсо де Альбуркерке при дворе короля Педро I, хотя позже они достигли взаимопонимания и, переехав в Северную Африку, а затем в Португалию, она вернулась с ним в Кастилию в 1353 году. В том же году король Педро приказал казнить своего тестя, Альфонсо Фернандеса Коронеля, отца Марии Фернандес Коронель, на которой он женился около 1350 года.
Он сопровождал короля Педро Жестокого и присутствовал на его свадьбе в 1353 году с Бланкой де Бурбон в Вальядолиде, которую он бросил через несколько дней. Позже Хуан де ла Серда отвечал за несколько миссий, в том числе отправился на поиски Марии де Падилья, любовницы короля, которая находилась в Толедо. Родственники Марии де Падильи занимали самые важные посты при дворе, что вызывало недовольство главных магнатов Кастильского королевства. В 1354 году Хуан де ла Серда присоединился к протесту, возглавляемому Хуаном Альфонсо де Альбуркерке, Фернаном Руисом де Кастро и некоторыми из внебрачными братьями короля, известные как «восстание грандов», которые потребовали, чтобы король вернулся к Бланке, своей законной жене, и разорвал его отношения с Марией де Падилья. Это, однако, было только предлогом, поскольку они хотели восстановить свое влияние при дворе и в правительстве Кастилии.
Королю Педро Жестоком, задержанному в городе Торо, удалось примириться с несколькими мятежниками, в том числе с Хуаном де ла Сердой, который был награжден сеньорией Хибралеон и возвратом части наследства от своего тестя, Альфонсо Фернандеса Коронеля, который был лишен собственности, хотя король, по словам хронистов, не забыл об этом правонарушении. В 1356 году Хуан де ла Серда тайно присгянул нав верность королю Арагона Педро IV, которого он поддержал в Войне двух Педро, затем перешел на сторону графа Энрике де Трастамара в заговоре, который они вынашивали, организовав неудавшееся восстание в Андалусии, чтобы отобрать трон у кастильского монарха.
Хуан де ла Серда был арестован Хуаном Понсе де Леоном и доставлен в Торре-дель-Оро в Севилье, где через несколько дней был казнен. Годы спустя он был похоронен в монастыре Санта-Инес в упомянутом городе, основанном его вдовой в 1374 году, которая также была похоронена там, как и единственная дочь пары, умершей в возрасте двух лет.

## Брак и потомство
Хуан де ла Серда женился около 1350 года на Марии Фернандес Коронель (1334—1411), сеньоре Агилар, дочери Альфонсо Фернандеса Коронеля и Эльвиры Альфон де Биедма. В результате брака Хуана де ла Серда и Марии Фернандес Коронель у них родилась только одна дочь:
- Леонор де ла Серда, умершая в возрасте двух лет.

По словам Масната-и-де-Кесада, в юности и до женитьбы у него был внебрачный сын от Сол Мартинес:
- Мартин Гонсалес де ла Серда (1341—?), который уехал в Португалию, где женился около 1366 года на Виоланте Альварес Перейра, внебрачной дочери Альваро Гонсалвеша Перейры, приора Ордена Госпитальеры и Ириа Гонсалвеш ду Карвальял, родная сестра Нуно Альвареша Перейры, коннетабля Португалии, 7-го графа Барселуша, 3го графа Орема и 2-го графа Аррайолуша.